# Dammfri
Dammfri is een wijk in het stadsdeel Västra Innerstaden van de Zweedse stad Malmö. De wijk telt 3.841 inwoners (2013) en heeft een oppervlakte van 0,31 km². Dammfri bestaat voornamelijk uit flats met huur- of koopwoningen.